# Lluca
Lluca és una partida del Poble Nou de Benitatxell, localitat situada a la comarca de la Marina Alta (País Valencià).

## Descripció física
Aquesta partida està situada al nord del terme municipal de Benitatxell. Dista uns dos quilòmetres del centre de la població. Les edificacions que hi ha a Lluca són bàsicament de dos tipus: cases de camp aïllades -moltes d'elles amb els tradicionals riuraus- i urbanitzacions de recent construcció.

## Dades històriques
En aquesta partida es va trobar un collar d'or de procedència grega que en l'actualitat està dipositat en el Museu Nacional. Hui es conserven encara els vestigis d'una torre àrab i un cementeri. A les darreries del segle xv, Lluca era un municipi independent al qual els Reis Catòlics havien concedit carta-pobla. A través de la documentació històrica, se sap que l'any 1698 Lluca ja era un despoblat.